# Otherkin
Los otherkin u otrotipos son una subcultura de personas que se identifican como parcial o totalmente no humanos. Algunos otherkin creen que su identidad deriva de fenómenos espirituales (como poseer un alma no humana, reencarnación, o la voluntad de Dios), linaje, simbolismo, o metáfora. Otros lo atribuyen a una psicología inusual o neurodiversidad y no tienen creencias espirituales sobre el tema.
La subcultura otherkin surgió de los élficos comunidades en línea de principios a mediados de la década de 1990; desde entonces, la palabra se ha tratado como un término general para varias subculturas de identidad no humana que se desarrollaron aproximadamente al mismo tiempo.

## Etimología
“Otherkin” es un neologismo inglés formado por other (“otro”) y kin (“tipo”, “linaje” o "familiar"), por lo que se traduce como “otrotipo”. "Otherkin" como adjetivo aparece definido en el Middle English Dictionary (1981) como "de una forma diferente o adicional, de otro tipo".
El uso más antiguo registrado de la palabra otherkin, en contexto de subcultura, aparece en julio del año 1990 como variante de otherkind que aparece por primera vez ya en abril del mismo año.

## Términos y identidades
El término "otherkin" incluye una amplia gama de identidades. Los otherkin puede identificarse como criaturas del mundo natural, mitología o cultura popular. Los ejemplos incluyen, entre otros, los siguientes: ángeles, demonios, dragones, duendecillos, elfos, extraterrestres, hadas, caballos, lobos, unicornios, zorros, y personajes de ficción. Más raros son aquellos que se identifican como plantas, máquinas, conceptos, o fenómenos naturales como sistemas meteorológicos.
La entidad que se identifica como otro tipo se llama kintipo (Inglés: kintype). Una construcción gramatical común dentro de la comunidad otherkin es añadir el sufijo -tipo (en Inglés: -kin) al final de una palabra, lo que la convierte en un identificador personal. Por ejemplo, alguien que se identifica como un dragón puede ser llamado "dragóntipo" (en Inglés: "dragonkin"). Un otherkin que se identifica como más de un tipo de parentesco se denomina polytipo. Alguien que se identifica fuertemente "con", pero no "como", un animal u otra entidad se llama "de otro corazón". Por ejemplo, alguien que se identifica con los dragones puede llamarse "dragon-hearted" o "corazón de dragón".
Los fictotipos (Inglés: fictionkin) son personas que se identifican como un personaje ficticio o una especie ficticia. Por ejemplo, alguien que se identifique como un Pokémon específico sería considerado fictotipo. Algunos otherkin prefieren el término fictoterio, que pone mayor énfasis en el aspecto animal de su identificación como un animal ficticio. La identificación con una criatura mitológica, como una quimera, normalmente se considera "otherkin" o "mitotipo" en oposición a "fictotipo".
Los terios (Inglés: therians) son personas que se identifican como un animal del mundo natural. La especie de animal que un terio identifica como se llama teriotipo (Inglés: theriotype). Por ejemplo, un coyote therian es un therian cuyo teriotipo es un coyote. Un terio que se identifica como más de un teriotipo se denomina polyterio.
Un terio que se identifica como un filogenético clado completo, en lugar de una especie específica, se conoce como cladoterio (es decir, Felidae, a diferencia de un león). Un terio que se identifica como un animal que una vez existió en el mundo natural se llama paleoterio (ej. tilacino, Stegosaurus). Alguien que se identifica como humano y terio al mismo tiempo en una armonía inmutable se denomina conterio.

## Comunidad
Con respecto a sus comunidades en línea, los otherkin funcionan en gran medida sin estructuras formales de autoridad y se centran principalmente en el apoyo y la recopilación de información, a menudo dividiéndose en grupos más específicos según el tipo de parentesco. Hay reuniones fuera de línea ocasionales, pero la comunidad otherkin es principalmente un fenómeno en línea.
Las subculturas terio y vampiro están relacionadas con la comunidad otherkin, y la mayoría de los otherkin las consideran parte de ella, pero son movimientos propios cultural e históricamente distintos, a pesar de cierta superposición en la membresía. La palabra "alterhumano" existe como un término general que pretende abarcar todas estas subculturas, así como otras como pluralidad.

### Símbolos

Un {7/3} heptagrama regular conocido como Estrella élfica o Estrella de las hadas

El primer símbolo utilizado para denotar la identidad no humana fue un {7/3} heptagrama regular, conocido como Estrella élfica o Estrella de las hadas. Fue diseñado por Elf Queen's Daughters y publicado por primera vez en el boletín Green Egg en marzo de 1976.
Un símbolo común para la teriantropía es el Theta-Delta (ΘΔ), que fue diseñado por Crinos, Coyote Osborne y Jakkal en los foros de The Werelist en 2003. La letra griega theta (Θ) representa para la primera letra en la palabra therian, mientras que la letra griega delta (Δ) representa cambio o desplazamiento. Coyote Osborne quería un símbolo que pudiera usarse sin llamar más la atención, similar a cómo la letra griega Pi llegó a representar Poliamor durante la década de 1990. El Theta-Delta más tarde llegaría a ser utilizado más ampliamente como un identificador de miembros de la comunidad otherkin.

### Experiencias
Algunos otherkin afirman ser especialmente empáticos y sintonizados con la naturaleza. Algunos afirman ser capaces de cambiar de forma o "cambiar" mentalmente o astralmente, lo que significa que experimentan la sensación de estar en su forma particular sin cambiar físicamente. Además, la afirmación de poder cambiar físicamente es generalmente menospreciada por la comunidad. También pueden describir que pueden sentir extremidades/alas/colas/cuernos fantasmas, que se coordinan con su tipo de parentesco. Algunos otherkin afirman que también pasan por un "despertar" que les alerta sobre su tipo de parentesco.
Algunos otherkin experimentan una sensación de malestar e infelicidad debido a la falta de coincidencia entre su cuerpo físico y el de su parentesco o teriotipo. Una analogía controvertida pero frecuente es la disforia de género, lo que lleva a los términos trans-especies o trans-especismo y disforia de especies.

### Creencias
Muchos otherkin creen en la existencia de una multitud de universos paralelos, y su creencia en la existencia de sobrenaturales o sapiencia seres no humanos se basa en esa idea.
Joseph P. Laycock, un profesor asistente de estudios religiosos en la Universidad Estatal de Texas, considera que las creencias de los otherkin tienen una dimensión de religiosa, pero afirma que "el argumento de que las afirmaciones de identidad de los otherkin se ajustan a una definición sustantiva de religión es problemático". Muchos otherkin rechazan la noción de que ser otherkin es una creencia religiosa.

## Historia

### Años 1970
La primera mención documentada de una identidad no humana se publicó el 21 de septiembre de 1975 en la edición "Baboon" de "Green Egg", un boletín informativo de Elf Queen's Daughters con sede en Worthington, Ohio. El número incluía una declaración de lo que significaba ser elfin y expresaba desdén por el antropocentrismo en el contexto del ambientalismo y la identidad personal. Este mismo número incluía una carta no relacionada que databa del 31 de julio de 1975, en la que Treesong y Ravenwolf de Modesto, California expresaban puntos de vista similares a una identidad otherkin:

Este es un llamado a la comunicación de otras personas como yo y algunos otros que conozco. Realmente no sé cómo llamarnos, pero estamos seguros de que somos un pueblo distinto. [...] Tenemos algunas peculiaridades en común: la identificación con los elfos; (algunos) memoria de un lugar donde 'El Sol Sale por el Oeste', un lugar de hadas; una incapacidad total para lastimar deliberadamente a alguien. Una necesidad de ser nosotros mismos, un pueblo mágico, y llegar a otros de nuestro pueblo, dondequiera que estén dispersos. Nos encantaría hablar con cualquiera sobre estas cosas y sobre las tradiciones élficas y mágicas.

### Años 1990
El recurso de Internet más antiguo para otherkin es Elfinkind Digest, una lista de correo iniciada en 1990 por un estudiante de la Universidad de Kentucky para "elfos y observadores interesados". Also in the early 1990s, grupos de noticias como alt.horror.werewolves (AHWW) y alt.fan.dragons en Usenet, que se crearon inicialmente para los fanáticos de estas criaturas en el contexto de la literatura y las películas de fantasía y horror, también desarrollaron seguidores de individuos que se identificaron como seres mitológicos.
El 6 de febrero de 1995, se publicó en Usenet un documento titulado "Manifiesto de la Nación Élfica", incluidos los grupos alt.pagan y alt.magick. Bastantes personas se pusieron en contacto con el autor original de la publicación de Elven Nation de buena fe para crear una lista de correo planificada a partir de ella.
Rich Dansky, quien trabajó en el desarrollo de Changeling: The Dreaming, dijo que después del lanzamiento del juego en 1995, el darkfae-l listserv tuvo "un debate desenfrenado... sobre cómo la gente de White Wolf había acertado gran parte de su existencia", y agregó: "Finalmente, uno de los miembros de la lista llegó a la conclusión obvia de que lo habíamos hecho bien porque, de hecho, nosotros mismos éramos cambiantes". Dansky negó no ser humano.
Del 3 al 11 de abril de 1996, se celebró una reunión de teriántropos de una semana de duración llamada "EuroHowl '96" en Aberystwyth, Gales, Reino Unido. Fue la primera reunión de otherkin conocida fuera de los Estados Unidos.
El 1 de agosto de 1996, el autor Daniel Cohen publicó el libro de no ficción Werewolves en el que describía la espiritualidad de los hombres lobo en AHWW.

### Años 2000
El 9 de noviembre de 2000, la autora Rosalyn Greene publicó el libro de no ficción "La magia del cambio de forma" en el que describía experiencias y conceptos discutidos con frecuencia en AHWW y citaba el trabajo anterior de Daniel Cohen. El libro fue escrito para servir como un manual general para "cambiadores".
El 6 de agosto de 2003, la Rusia comunidad de teriántropos organizó su primera reunión oficial Aullido 2003 (Вой 2003) a orillas del Lago Onega en Petrozavodsk, República de Carelia, Rusia.
El 21 de julio de 2004, el artista teriántropo WatergazerWolf publicó un "Therian Flag" ("Bandera Terio") en DeviantArt, la primera bandera conocida que representa una identidad no humana, y animó a otros a diseñar sus propias banderas. La bandera era un estandarte rojo con una huella de pata en el centro y adornos de plumas que colgaban de ella. La inclusión de adornos de plumas fue criticada por miembros de la comunidad.
El 18 de diciembre de 2005, el periódico Star Tribune basado en Minneapolis publicó un artículo sobre dragones que incluía una sección sobre el blog otherkin Draconic. El artículo citado de la declaración de la misión del blog, escrito por el fundador del sitio Chris Dragon, lo que lo convierte en la primera descripción conocida de "otherkin" que se publica en un periódico importante.

### Años 2010
El 7 de abril de 2010, el periódico Sueco Dagens Nyheter publicó un artículo titulado "Ibland får jag lust att yla som en varg" ("A veces tengo ganas de aullar como un lobo") en el que Lanina, fundadora del foro sueco otherkin y terio therian.forumer.com, describía los conceptos básicos de lo que es ser un terio. El artículo es el primero conocido que ofrece una descripción de la identidad "theriana" por parte de un importante periódico europeo.
En 2011, el Proyecto Internacional de Investigación Antropomórfica (PIIA), un grupo de investigación multidisciplinario de Canadá-Estados Unidos, amplió el alcance de su "Encuesta Internacional Furro" anual para incluir a otherkin y terios por primera vez.

## Investigación académica
Daniell Kirby escribió el primer artículo académico sobre otherkin en 2008, que sirvió para presentar a la comunidad a otros académicos. Kirby describió a otherkin como personas que compartían ideas con el movimiento neopagano, sin embargo ella llamó a esto una "clasificación provisional" y advirtió que "interpretar a este grupo como específicamente neopagano o tecnopagano oscurece el enfoque de los participantes". A pesar de esto, muchas investigaciones posteriores consideraron que la comunidad otherkin tenía un carácter esencialmente religioso.
A partir de 2016, la investigación sobre los otherkin ha tomado un enfoque más de identidad narrativa, investigando cómo los otherkin llegan a comprender sus experiencias. Al revisar investigaciones anteriores, Stephanie C. Shea critica la concepción predominante de la subcultura otherkin como una religión o una espiritualidad, o similar a ella.

## Percepción pública y cobertura mediática
Los espectadores externos pueden tener diferentes opiniones sobre las personas que se identifican como otherkin, como considerarlas psicológicamente disfuncionales. Las reacciones a menudo van desde la incredulidad hasta el antagonismo agresivo, especialmente en línea.
Otherkin ha sido llamado una de las subculturas más extrañas del mundo, y un movimiento religioso (y una "cuasi-religión") que "en algunas de sus formas, en gran parte solo existe en [Internet]".
Aunque las creencias de los otherkin se desvían de la definición de "religión", comparten el interés principal en lo paranormal. Laycock argumenta que la comunidad otherkin cumple funciones existenciales y sociales comúnmente asociadas con la religión, y la considera como una alternativa nomos que sustenta ontologías alternativas]. Siente que la reacción pública negativa a la subcultura puede deberse a cómo estas creencias desafían la cosmovisión social predominante.

## Otras lecturas
- Anna Peachey; Mark Childs (2011). «Ch. 4: Liminal Phases of Avatar Identity». Reinventing Ourselves: Contemporary Concepts of Identity in Virtual Worlds. Springer. ISBN 978-0-85729-360-2.
- Baker-Whitelaw, Gavia (21 de julio de 2015). «Meet the people who don't identify as human». The Week.
- Proctor, Devin (April 2018). «Policing the Fluff: The Social Construction of Scientistic Selves in Otherkin Facebook Groups». Engaging Science, Technology, and Society 4: 485-514. doi:10.17351/ests2018.252.
- “Why be human when you can be otherkin?” University of Cambridge, Research published 16 Jul 2016
- "Otherkin are the internet’s punchline. They’re also our future". The Daily Dot, article published September 26th 2020

- Datos: Q2493847
- Multimedia: Otherkin / Q2493847